# Индейские школы-интернаты (Канада)
Индейские школы-интернаты (англ. residential schools, фр. écoles résidentielles) — система спонсируемых государством учреждений школьного образования в Канаде, действовавших по принципу интерната и предназначенных для обучения и воспитания детей коренных народов Канады в духе европейско-канадской культуры. Администрация и преподавательский состав индейских интернатов в основном были представлены христианскими священниками различных деноминаций. Впервые школы такого рода начали появляться ещё в Новой Франции, но традиционное использование термина ограничено периодом начиная с 1880-х годов, когда оформилась их государственная поддержка. На протяжении своего существования индейские интернаты часто становились местом издевательств над детьми и сыграли значительную роль в постепенном угасании народных традиций коренного населения Канады. Последние из более чем 130 индейских интернатов на территории Канады были закрыты в середине 1990-х годов; к этому времени их окончили около 150 тысяч учащихся. Жертвы жестокого обращения, их родственники и общественные организации ведут борьбу за осуждение системы индейских интернатов и компенсацию пострадавшим от этой системы. Эта борьба привела к официальным извинениям со стороны канадских политических лидеров и учреждению федеральной Комиссии по установлению истины и примирению, представившей свои выводы в 2015 году.

## История
Первые школы-интернаты для детей коренного населения на территории современной Канады создавались в Новой Франции католическими миссионерами. На этом этапе учёба в таких заведениях была добровольной: индейцы Новой Франции были практически независимы от колониальных властей, а европейские поселенцы, напротив, нуждались в хороших отношениях с коренным населением как с экономической, так и с военной точки зрения, поэтому принудительное обучение в католических школах было исключено.

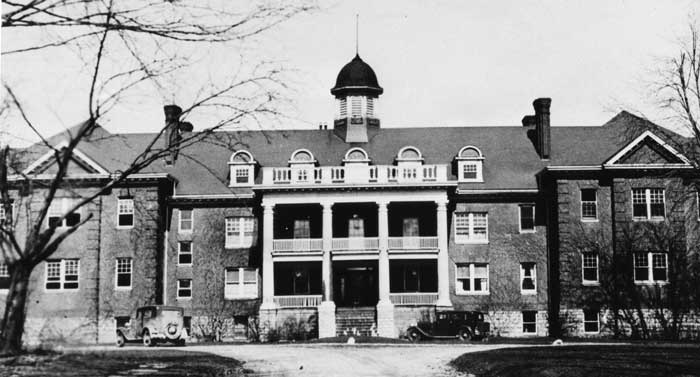
Mohawk Institute в Брантфорде в 1831 году стал одним из первых индейских интернатов. Фотография 1932 года

Начиная с 1830-х годов система индейских школ-интернатов стала распространяться и в другие регионы Канады, их начали спонсировать светские власти колонии, а их организацией занялись и другие христианские деноминации. Так, помимо католических, в Верхней Канаде появились англиканские и методистские интернаты для детей-аборигенов. После того как в 1867 году был образован Доминион Канада, в 1876 году канадский парламент принял Индейский закон, в частности, возлагавший на правительство страны обязанность по обеспечению детей коренного населения образованием и их ассимиляции в рамках господствующей культуры. В этих условиях заинтересованность в развитии системы индейских школ-интернатов проявляли как федеральное правительство Канады, так и лидеры индейцев Великих равнин, надеявшиеся, что дети, получившие образование и воспитание в таких школах, займут более достойное место в евроцентричном обществе. Канадское правительство, в свою очередь, рассматривало вовлечение индейцев в государственную систему образования как путь к достижению ими самостоятельности в рамках экономики европейского образца. Это позволило бы государству сэкономить средства, расходовавшиеся на финансовую поддержку индейских общин Центральной Канады.
В поисках подходящей формы организации образования и воспитания детей коренного населения премьер-министр Канады Джон А. Макдональд поручил журналисту Николасу Фладу Дейвину изучить опыт ремесленных школ для индейцев в США. В 1879 году тот представил «Отчёт о ремесленных школах для индейцев и полукровок» с рекомендациями по «агрессивному окультуриванию» (англ. aggressive civilization) индейских детей в системе, полностью изолирующей их от влияния семьи и традиционной общины. В своём отчёте Дейвин подчёркивал: «Чтобы сделать что-то с индейцем, мы должны брать его совсем маленьким» (англ. If anything is to be done with the Indian, we must catch him very young).
В соответствии с рекомендациями Дейвина канадское правительство начало создание сети школ-интернатов, задачей которых стало «убить индейца в ребёнке». Начав с сотрудничества с созданными ранее миссионерскими школами, власти уже в 1883 году открыли три новых ремесленных школы-интерната в центральной части страны. В течение полувека система индейских интернатов охватила практически всю территорию Канады. В основном они располагались в четырёх западных провинциях и на северных территориях, хотя значительное число школ действовали также в северо-западных районах Онтарио и на севере Квебека. Индейских интернатов не было только в Нью-Брансуике и Острове Принца Эдуарда, где, с точки зрения правительства, коренное население уже в полной мере адаптировалось к европейской культуре. При комплектовании ученического состава власти часто отправляли детей в школы, расположенные вдали от их родных мест, чтобы максимально изолировать их от семей и знакомого окружения. Ученикам запрещали разговаривать на родных языках или проявлять свою культурную принадлежность к коренным народам другими способами. В 1920 году новая редакция Индейского закона сделала обучение в школах-интернатах обязательным для индейских детей.

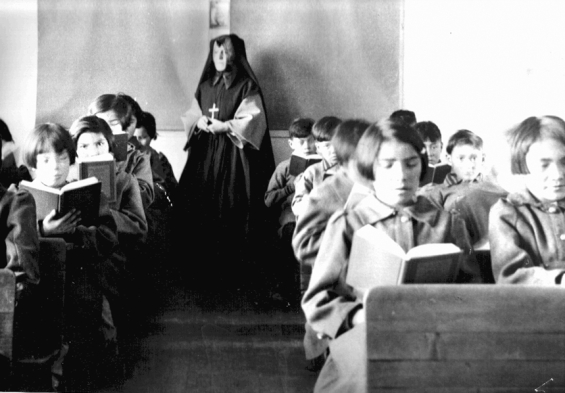
Урок в индейском интернате Форт-Олбани, 1945 год

К 1930 году, на пике своей истории, система индейских интернатов в Канаде насчитывала 80 учреждений, 60 % из которых управлялись католическими священниками, ещё четверть находилась в ведении англиканской церкви, а остальные — Объединённой церкви и пресвитерианских общин. До 1925 года существовали также методистские школы, но после создания Объединённой церкви Канады все они (и значительная часть пресвитерианских) были переданы под её контроль. В среднем уровень образования, которое давали индейские интернаты, был низким — это касалось как преподавания общеобразовательных предметов, так и профессиональной подготовки учащихся. На государственном уровне не было выработано общего плана и требований к преподаванию. Преподаватели были перегружены работой, плохо оплачивались и часто не обладали надлежащей профессиональной подготовкой. Куррикулум как правило ограничивался программой начальной школы, что отражало представления о более низких умственных способностях коренных народов: учащиеся получали только навыки чтения и письма и осваивали основы арифметики. В то же время много внимания уделялось религиозным предметам; одновременно христианские миссионеры, на которых было возложено преподавание, часто насмехались или принижали духовные практики коренных народов. В результате к 18 годам и моменту окончания школы уровень образования выпускников индейских интернатов примерно соответствовал 5-му классу средней школы.
Несмотря на то, что по плану индейские интернаты должны были способствовать получению выпускниками нужных профессий и их дальнейшей экономической самостоятельности, на практике получаемые профессиональные навыки часто оказывались бесполезными как для условий родной общины, так и для «широкого рынка трудоустройства». При этом интересы и способности учащихся к определённым родам занятий обычно во внимание не принимались. Девочек учили преимущественно домоводству (готовке, уборке дома, стирке, шитью), а мальчиков — строительным и сельскохозяйственным специальностям и плотницкому делу. Фактически работы, выполнявшиеся учениками, были направлены не столько на получение ими будущей профессии, сколько на экономию школами средств, которые в других условиях пришлось бы потратить на оплату труда наёмных работников. Досуг в некоторых школах обеспечивали маленькие библиотеки, во многих интернатах действовали музыкальные и хоровые кружки́ и создавались спортивные команды.
К 1940-м годам канадское общество убедилось в неэффективности системы индейских интернатов, а протесты общин и отдельных граждан, принадлежавших к коренным народам, привлекли внимание к злоупотреблениям в этой системе (см. Условия жизни и злоупотребления в интернатах). К середине века как в христианской доктрине, так и в государственной идеологии Канады проявились изменения в отношении культуры коренных народов. Если до первой половины XX века считалось, что их общественному устройству предстоит исчезнуть, а их будущее — в лоне христианской церкви и в культурной ассимиляции, то позднее эти идеи стали подвергаться сомнению. Правительство Канады также пришло к выводу, что изоляция детей от семей пагубно влияет как на их здоровье, так и на состояние их общин. После очередных изменений в Индейском законе в 1951 году начался отход от системы ремесленных школ под государственным контролем. Заботу о воспитании и благосостоянии детей коренного населения в большей степени начали делегировать местным властям и в частности органам защиты детей (см. Облава шестидесятых).
В 1969 году контроль над индейскими интернатами полностью взял на себя департамент по индейским делам и развитию Севера, отстранив от управления школами церковные структуры. Правительство начало постепенную ликвидацию индейских интернатов. Этот процесс в первые годы столкнулся с определённым сопротивлением. Так, католическая церковь полагала неверным объединение детей из коренных народов с учениками из других этнических групп в общих школах. Некоторые общины требовали либо сохранения деноминационных школ, либо передачи школ под их собственное управление. Тем не менее к 1986 году большинство интернатов были закрыты или переданы местным властям в качестве обычных дневных школ. Последний индейский интернат, действовавший в Панничае (Саскачеван) при резервации племени Гордона, закрылся в 1996 году. В общей сложности на территории Канады к этому времени были созданы и закрыты свыше 130 школ этого типа, в которых проходили обучение приблизительно 150 тысяч детей из индейских, метисских и инуитских общин.

## Условия жизни и злоупотребления в интернатах
Индейские интернаты характеризовали не только низкий уровень знаний, получаемых учащимися, но и общая суровость режима и частые злоупотребления со стороны администрации и преподавательского состава.
В силу скудного государственного финансирования питание в школах было однообразным и не содержало всех необходимых биологически значимых элементов. В 1940—1950-е годы в правительственных отчётах упоминались симптомы хронического недоедания и дефицита витамина C и рибофлавина. По воспоминаниям одного из воспитанников, их кормили «кашей, кашей, кашей, иногда комковатой, иногда водянистой, с монотонной регулярностью каждый понедельник, среду, пятницу и субботу». Типичное меню три дня в неделю на завтрак включало хлеб с маслом и сыром вместо каши, регулярно масло на завтрак и мясо на ужин получали только занятые на тяжёлых физических работах или больные. Учащиеся порой помимо своей воли становились подопытными в испытаниях новых гастрономических и диетологических теорий. Позже бывшие ученики рассказывали о постоянном голоде, испорченной, протухшей, кишащей личинками мух еде.

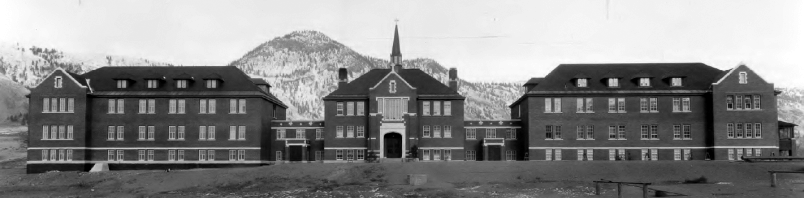
Индейский интернат в Камлупсе (Британская Колумбия), на территории которого обнаружено массовое необозначенное захоронение

Недостаток средств был также причиной переполнения интернатов. В условиях тесноты и неадекватного питания особенно часты были заболевания туберкулёзом, пневмонией и гриппом, вспыхивали также эпидемии оспы, кори, брюшного тифа, дифтерии и коклюша. Предлагаемые медицинскими экспертами меры по снижению заболеваемости часто не принимались правительством из-за их стоимости и противодействия церкви. Во многих интернатах не было медсестёр и медицинских изоляторов. Результатом была высокая смертность среди учеников. Уже в 1907 году главный врач департамента по индейским делам Питер Брайс, посетивший с инспекцией 35 индейских интернатов в Западной Канаде, сообщал, что в среднем в них умерли, в основном от туберкулёза, 25 % учеников, а в одной школе процент умерших достиг 69. Официально к 2021 году было известно о 4120 учащихся индейских интернатов, умерших во время пребывания в этих заведениях, однако эти данные неполны: с начала этого года при всего четырёх бывших школах были найдены массовые необозначенные захоронения в общей сложности примерно на 1300 могил. При этом многих тяжело больных воспитанников попросту отправляли домой: по данным Брайса, от 47 до 75 процентов таких детей, в зависимости от школы, умерли через короткое время после возвращения в родные общины.
Усиленная ассимиляция учеников начиналась сразу после прибытия в школу. Мальчикам остригали длинные волосы, всю традиционную одежду отбирали, заменяя на единую форму, часто детям давали новые, христианские имена. Разговоры на родном языке и другие проявления родной культуры в интернатах не только запрещали, но и строго наказывали (в том числе загоняя иголки в язык). В школах процветали телесные наказания, детей заключали в изоляторы и даже заковывали в цепи. Некоторые администраторы и преподаватели использовали воспитанников для удовлетворения собственных сексуальных нужд. Хотя родные жертв обращались в полицию, при подтверждении обвинений уголовные дела возбуждались редко — чаще насильника просто увольняли, а иногда не делалось даже этого.

## Протесты и общественное осуждение
Условия содержания учеников и нацеленность индейских интернатов на последовательное замещение родной культуры учащихся канадско-европейской культурой вызывали протесты со стороны как самих учеников и их семей, так и более широких кругов общественности. Некоторые учащиеся отказывались подчиняться общему режиму, саботировали работу на кухнях и классные занятия. Известны случаи побегов из интернатов и не менее 25 поджогов, совершённых учащимися.
Начиная с конца 1980-х годов канадские суды стали чаще рассматривать судебные иски в связи со злоупотреблениями в индейских интернатах. В общей сложности за 30 лет было подано почти 40 тысяч индивидуальных заявлений о сексуальном и физическом насилии, однако обвинительным приговором закончилось менее 50 исков. В других случаях иски были урегулированы в досудебном порядке признанием вины со стороны администраций школ и выплатой компенсаций.
С конца 1990-х годов, по мере того как прояснялись масштабы отрицательного культурного и экономического влияния системы индейских интернатов на коренное население Канады, усиливалось общественное движение за её всеобъемлющее осуждение и компенсации жертвам. В 1996 году Королевская комиссия по аборигенам опубликовала отчёт, в котором уделялось беспрецедентное внимание системе интернатов, о которой к тому времени было неизвестно большинству публики за пределами коренных общин. В 1998 году правительство Канады принесло извинения жертвам сексуального и физического насилия в этих школах. Одновременно был учреждён Фонд репараций аборигенам (англ. Aboriginal Healing Foundation) в размере 350 млн долларов, направленный на помощь общинам, которым деятельностью индейских интернатов был нанесён ущерб.
В 2005 году федеральное правительство учредило фонд в размере 1,9 млрд долларов для выплаты компенсаций жертвам жестокого обращения в индейских интернатах. В 2007 году правительство также достигло соглашения с религиозными организациями, под управлением которых находились интернаты, о компенсациях бывшим ученикам в рамках так называемого Соглашения об урегулировании по школам-интернатам (англ. Residential Schools Settlement Agreement). Первоначально компенсации не распространялись на учащихся школ-интернатов в Ньюфаундленде и Лабрадоре, поскольку такие школы существовали там только до присоединения этой провинции к Канаде. Только в 2016 году после подачи коллективного иска было достигнуто соглашение о выделении дополнительных 50 млн долларов на компенсацию ученикам индейских интернатов Ньюфаундленда и Лабрадора.
В 2008 году премьер-министр Канады Стивен Харпер принёс официальные извинения всем бывшим ученикам индейских интернатов. В своей речи Харпер признавал, что политика ассимиляции коренного населения, целям которой служили эти школы, нанесла большой вред и изначально не должна была проводиться. В 2017 году отдельные официальные извинения бывшим учащимся интернатов Ньюфаундленда и Лабрадора принёс премьер-министр Джастин Трюдо. Руководство католической церкви подобных извинений долгое время не приносило, хотя папы Бенедикт XVI и Франциск в разное время выражали сочувствие жертвам злоупотреблений в системе индейских интернатов и семьям умерших учеников. В то же время извинения за роль католической церкви в деятельности интернатов в отдельных епархиях Канады приносились непосредственным руководством этих епархий, а в 2021 году к ним присоединилась Конференция католических епископов Канады. 1 апреля 2022 года папа Франциск принёс публичные извинения жертвам системы индейских интернатов от лица католической церкви в целом.
В рамках работы учреждённой в 2008 году федеральными властями Комиссии по установлению истины и примирению (которую возглавлял судья-оджибве Мюррей Синклер) были проинтервьюированы более 6750 бывших учащихся. В её отчёте, опубликованном в 2015 году, деятельность индейских интернатов была названа культурным геноцидом. В 2019 году Национальный центр по установлению истины и примирению в ходе торжественной церемонии обнародовал имена 2800 учеников, умерших в 80 индейских интернатах начиная с 1890-х годов; поиск имён других жертв продолжается. В память о жертвах системы индейских интернатов с 2013 года в Канаде 30 сентября отмечается так называемый День оранжевой рубашки, а в 2021 году эта дата стала официальным федеральным памятным днём — Национальным днём истины и примирения.